# Fabio Mignanelli
Fabio kardinal Mignanelli, italijanski rimskokatoliški duhovnik, škof in kardinal, * 1486, Siena, † 10. avgust 1557.

## Življenjepis
15. novembra 1540 je bil imenovan za škofa Lucere.
20. novembra 1551 je bil povzdignjen v kardinala.